# Корсуново
Корсуново (укр. Корсунове) — село в Валковской городской общине Богодуховского района Харьковской области Украины.
Код КОАТУУ — 6321280303. Население по переписи 2001 г. составляет 32 (14/18 м/ж) человека.

## Географическое положение
Село Корсуново находится на расстоянии в 2 км от реки Орчик, к селу примыкает лесной массив (дуб) и большой садовый массив (урочище Цикалово).
На расстоянии в 2 км расположены сёла Александровка и Михайловка.

## История
- 1840 — дата основания.